# Єлемно
Єлемно (рос. Елемно) — присілок у Лузькому районі Ленінградської області Російської Федерації.
Населення становить 13 осіб. Належить до муніципального утворення Волошовське сільське поселення.

## Історія
Згідно із законом від 28 вересня 2004 року № 65-оз належить до муніципального утворення Волошовське сільське поселення.

## Населення
| 1710 | 1838 | 1862 | 1939 | 1958 | 1997 | 2007 |
| ---- | ---- | ---- | ---- | ---- | ---- | ---- |
| 10   | ↗32  | ↘31  | ↗141 | ↘122 | ↘15  | ↘9   |
| 2010 |      |      |      |      |      |      |
| ↗13  |      |      |      |      |      |      |